# Юсык
Юсык (устар. Юссук) — река в Башкирии, протекает по Янаульскому району. Впадает в Каймашинку. Длина реки — 13 км. Истоки реки находятся к югу от села Юссуково.

## Данные водного реестра
По данным государственного водного реестра России относится к Камскому бассейновому округу, водохозяйственный участок реки — Буй от истока до Кармановского гидроузла, речной подбассейн реки — бассейны притоков Камы до впадения Белой. Речной бассейн реки — Кама.